# The Fatal Warning

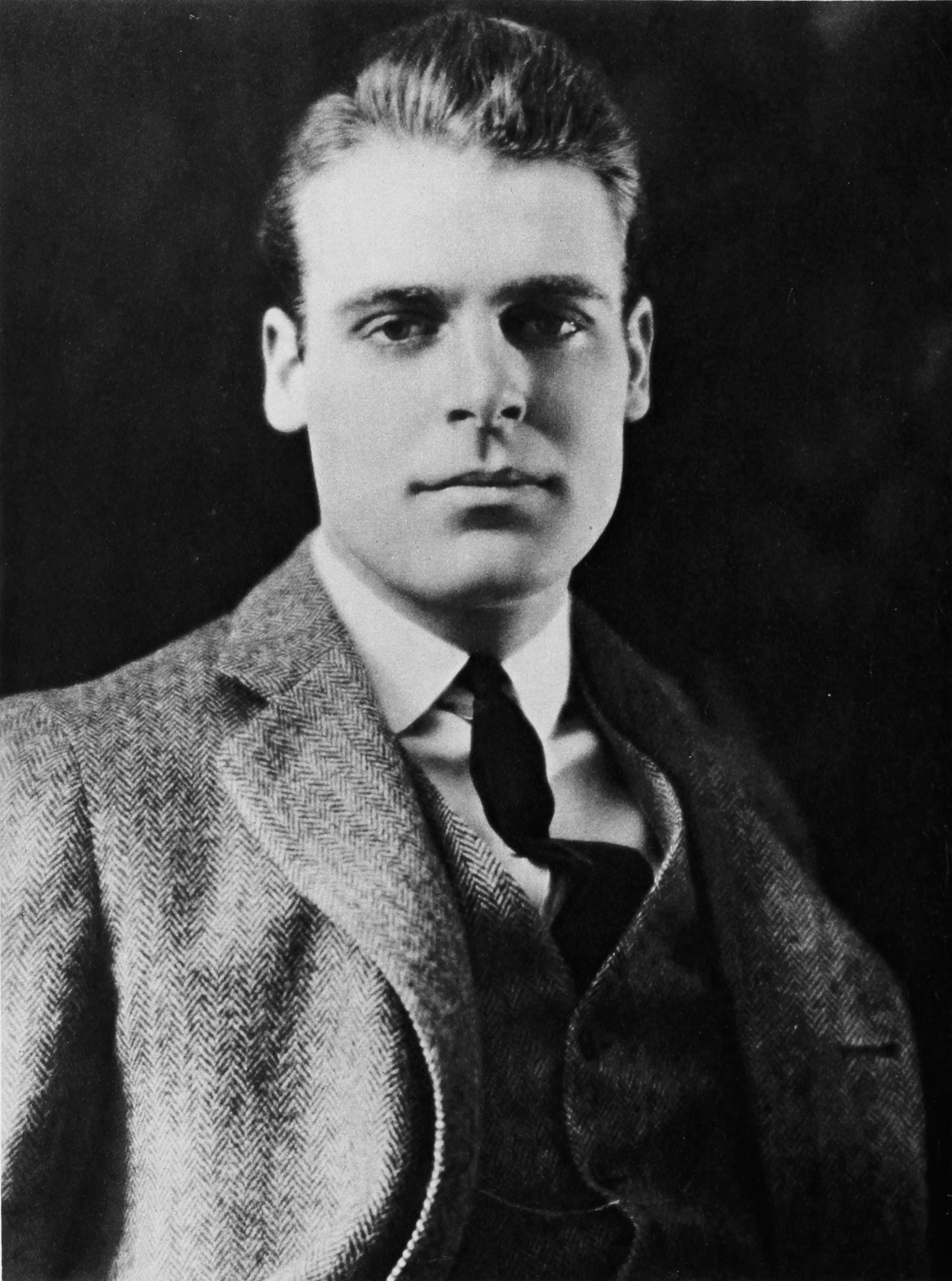
Ralph Graves, ator do seriado

The Fatal Warning é um seriado estadunidense de 1929, gênero mistério, dirigido por Richard Thorpe, em 10 capítulos, estrelado por Helene Costello e Ralph Graves. Produzido e distribuído pela Mascot Pictures Corporation, veiculou nos cinemas estadunidenses entre 15 de fevereiro e 19 de abril de 1929.
Este seriado é considerado perdido.

## Sinopse
Dorothy Rogers é a filha de um banqueiro (George Periolat) que desapareceu misteriosamente durante a leitura de um romance intitulado “The Warning Fatal”. O desaparecido é acusado, então, do roubo de 100.000 dólares em dinheiro e Dorothy contrata o detetive particular Russell Thorne (Ralph Graves) para limpar o nome do seu pai. Há vários suspeitos, entre eles John Harmon (Tom Lingham), o Presidente do banco, um caixeiro (Karloff), o mordomo inevitável (Sid Crossley), uma mulher fatal (Symona Boniface) e diversos outros, que provam ser inocentes. No décimo e último capítulo, “Unmasked”, Thorne descobre que Rogers tinha orientado a investigação de seu esconderijo, e é revelada a identidade do verdadeiro culpado .

## Elenco
- Helene Costello - Dorothy Rogers
- Ralph Graves - Russell Thorne
- George Periolat - William Rogers
- Phillips Smalley - Leonard Taylor
- Boris Karloff - Mullins
- Lloyd Whitlock - Norman Brooks
- Syd Crossley - Dawson
- Thomas G. Lingham - John Harman
- Symona Boniface - Marie Jordan
- Martha Mattox - Mrs. Charles Peterson
- Gertrude Astor

## Capítulos
1. The Fatal Warning
2. The Phantom Flyer
3. The Crash of Doom
4. The Pit of Death
5. Menacing Fingers
6. Into Thin Air
7. The House of Horror
8. Fatal Fumes
9. By Whose Hand
10. Unmasked